# Euscelidia
Euscelidia is een vliegengeslacht uit de familie van de roofvliegen (Asilidae).

## Soorten
- E. abbreviata Dikow, 2003
- E. acuminata Dikow, 2003
- E. adusta Dikow, 2003
- E. anthrax Janssens, 1957
- E. artaphernes (Speiser, 1910)
- E. atrata Dikow, 2003
- E. bechuana Dikow, 2003
- E. bequaerti Janssens, 1957
- E. bicolor Janssens, 1954
- E. bishariensis Efflatoun, 1937
- E. brunnea (Loew, 1858)
- E. cacula Dikow, 2003
- E. cana Dikow, 2003
- E. capensis Dikow, 2003
- E. castanea Janssens, 1954
- E. cobice Dikow, 2003
- E. crena Dikow, 2003
- E. datis (Walker, 1849)
- E. discors Speiser, 1913
- E. dorata Oldroyd, 1970
- E. erichthenii Dikow, 2003
- E. fastigium Martin, 1964
- E. festiva Janssens, 1954
- E. fistula Dikow, 2003
- E. flava Dikow, 2003
- E. francoisi (Janssens, 1953)
- E. glabra Dikow, 2003
- E. gutianensis Shi, 1995
- E. hesperia Dikow, 2003
- E. hyalina Dikow, 2003
- E. insolita Dikow, 2003
- E. kasungu Dikow, 2003
- E. lata Dikow, 2003
- E. lepida Dikow, 2003
- E. livida Dikow, 2003
- E. longibifida Dikow, 2003
- E. lucida Oldroyd, 1939

- E. lucioides Dikow, 2003
- E. marion (Walker, 1849)
- E. milva Dikow, 2003
- E. moyoensis Oldroyd, 1970
- E. mucronata Dikow, 2003
- E. natalensis Dikow, 2003
- E. nenemusha (Speiser, 1910)
- E. nitida (Wiedemann, 1828)
- E. notialis Dikow, 2003
- E. obtusa Dikow, 2003
- E. obudu Dikow, 2003
- E. ochricornis (Loew, 1858)
- E. pallasii (Wiedemann, 1818)
- E. peteraxi Dikow, 2003
- E. picta Dikow, 2003
- E. pipinna Dikow, 2003
- E. popa Dikow, 2003
- E. procula (Walker, 1849)
- E. prolata Dikow, 2003
- E. pulchra Dikow, 2003
- E. rapacoides Oldroyd, 1972
- E. rapax Westwood, 1850
- E. schoutedeni Janssens, 1954
- E. senegalensis Dikow, 2003
- E. splendida Dikow, 2003
- E. trifoliata Janssens, 1953
- E. tsavo Dikow, 2003
- E. valida (Loew, 1858)
- E. vallis Dikow, 2003
- E. venusta Dikow, 2003
- E. zumpti Janssens, 1957